# Liste der höchsten orthodoxen Kirchenbauten
Die Liste der höchsten orthodoxen Kirchenbauten führt die weltweit höchsten Kirchen über 70 m Höhe an.

## Kirchenbauten
| Höhe in Metern | Name                                                                                     | Bild | Bemerkungen | Bauzeit oder Vollendung | Stadt/Heutiges Land       |
| -------------- | ---------------------------------------------------------------------------------------- | ---- | --- | ----------------------- | ------------------------- |
| 103            | Christ-Erlöser-Kathedrale                                                                |      | Sie gilt als das zentrale Gotteshaus der Russisch-Orthodoxen Kirche und gehört mit 103 Metern zu den höchsten orthodoxen Sakralbauten weltweit. Die Kathedrale wurde ursprünglich 1883 erbaut, während der Stalin-Herrschaft 1931 zerstört und im Jahr 2000 originalgetreu wiedererrichtet. | 1995–2000               | Moskau Russland           |
| 101,5          | Isaakskathedrale                                                                         |      | In dem 10.767 m² großen Inneren der Kirche finden 14.000 Menschen Platz. | 1818–1858               | Sankt Petersburg Russland |
| 98             | Sameba-Kathedrale                                                                        |      | Die Kathedrale ist eine Mischung verschiedener georgischer Kirchenbaustile. | 1995–2002               | Tiflis Georgien           |
| 96             | Spasso-Preobraschenskij kafedralnij sobor/ Спасо-Преображенский кафедральный собор       |      | | 2001–2004               | Chabarowsk Russland       |
| 95             | Hauptkirche der Streitkräfte Russlands Главный храм Вооруженных Сил России               |      | Das Gebäude bietet Platz für 6000 Gläubige und weist eine Gesamtfläche von 10.950 m² auf. | 2018–2020               | Park Patriot Russland     |
| 93,7           | Kathedrale des Smolny-Klosters/ Смольный собор                                           |      | | 1751–1835               | Sankt Petersburg Russland |
| 87             | Alexandro-Newskij (Nowojarmarotschnij) Sobor / Александро-Невский (Новоярмарочный) собор |      | | 1867–1880               | Nischni Nowgorod Russland |
| 85             | Blagoweschenskij sobor/ Благовещенский собор                                             |      | | 1998–2009               | Woronesch Russland        |
| 83,7           | Kathedrale der Heiligen drei Hierarchen                                                  |      | | 1934–1946               | Timișoara Rumänien        |
| 81             | Auferstehungskirche                                                                      |      | | 1883–1907               | Sankt Petersburg Russland |
| 80             | Dreifaltigkeitskathedrale                                                                |      | | 1828–1835               | Sankt Petersburg Russland |
| ~ 80           | Uspenskaja zerkow-kolokolnja/ Успенская церковь-колокольня                               |      | | 1907–1910               | Moskau Russland           |
| 79             | Kathedrale Hl. Sava                                                                      |      | Die Kathedrale kann ca. 12.000 Gläubigen Platz bieten. | 1935–2004               | Belgrad Serbien           |
| 78             | Dreifaltigkeitskathedrale                                                                |      | | 1682–1699               | Pskow Russland            |
| 77             | Erlöser-Verklärungs-Kathedrale des Nikolaus-Klosters                                     |      | |                         | Dserschinski Russland     |
| 76             | Sobor Kasanskoj ikony Boschiej Materi/ Собор Казанской иконы Божией Матери               |      | |                         | Stawropol Russland        |
| 75,6           | Dreifaltigkeitskathedrale/ Троицкий собор                                                |      | |                         | Morschansk Russland       |
| 75             | Mariä-Entschlafens-Kathedrale                                                            |      | | 1698                    | Astrachan Russland        |
| 74,6           | Auferstehungs-Kathedrale                                                                 |      | | 1805–1905               | Nowotscherkassk Russland  |
| 74             | Wsechswjatskij hram-pamjatnik/ Всехсвятский храм-памятник                                |      | |                         | Minsk Belarus             |
| 74             | Himmelfahrts-Kathedrale                                                                  |      | | 1845–1889               | Jelez Russland            |
| 73             | Christ-Erlöser-Kathedrale                                                                |      | | 2004–2006               | Kaliningrad Russland      |
| 72             | Swjato-Michajlowskij sobor/ Свято-Михайловский собор                                     |      | | 1994–2002               | Tscherkassy Ukraine       |
| 71,5           | Kasaner Kathedrale                                                                       |      | Die Kasaner Kathedrale wurde nach dem Vorbild des römischen Petersdoms errichtet | 1801–1811               | Sankt Petersburg Russland |
| 70,6           | Nikolaus-Marine-Kathedrale                                                               |      | | 1902–1913               | Kronstadt Russland        |
| ~ 70           | Peter-und-Paul-Kathedrale                                                                |      | | 1894–1904               | Peterhof Russland         |

## Glockentürme
| Höhe in Metern | Name | Bild | Bemerkungen | Bauzeit oder Vollendung | Stadt/Heutiges Land                         |
| -------------- | --- | ---- | --- | ----------------------- | ------------------------------------------- |
| 122,5          | Peter-und-Paul-Kathedrale                                                                               |      | Ihr 122,5 Meter hoher Turm mit einem sieben Meter hohen Engelsstandbild auf der vergoldeten Spitze war für lange Zeit, wie von Peter dem Großen angeordnet, das höchste Gebäude der Stadt.                                         | 1712–1733               | Sankt Petersburg Russland                   |
| 106            | Auferstehungskathedrale                                                                                 |      | | 1810–1832               | Schuja Russland                             |
| 96,52          | Kiewer Höhlenkloster                                                                                    |      | Das Höhlenkloster ist eine der wichtigsten Sehenswürdigkeiten Kiews. | 1731–1745               | Kiew Ukraine                                |
| 93,8           | Spasso-Preobraschenkij sobor/ Спасо-Преображенский собор                                                |      | | 1797–1804               | Rybinsk Russland                            |
| 93,7           | Zerkow Petra i Pawla/ Церковь Петра и Павла                                                             |      | | 1779                    | Poretschje-Ribnoe Oblast Jaroslawl Russland |
| 93             | Nikolaus-Kloster                                                                                        |      | | 1758–1763               | Dserschinski Russland                       |
| 90,3           | Nikolajewskaja Berljukowskaja pustyn/ Николаевская Берлюковская пустынь                                 |      | | 1895–1899               | Awdotjeino Oblast Moskau Russland           |
| 89,5           | Uspenskij sobor/ Успенский собор                                                                        |      | | 1821–1841               | Charkiw Ukraine                             |
| 88             | Dreifaltigkeitskloster von Sergijew Possad                                                              |      | Das vom 15. bis 18. Jahrhundert entstandene architektonische Ensemble des Klosters gehört seit 1993 zum UNESCO-Welterbe | 1740–1770               | Sergijew Possad Russland                    |
| 83,2           | Rjasaner Kreml                                                                                          |      | | 1789–1840               | Rjasan Russland                             |
| 82             | Wsechswjatskij kafedralnij sobor/ Всехсвятский кафедральный собор                                       |      | | 1776–1825               | Tula Russland                               |
| 81,6           | Dreifaltigkeits-Kloster                                                                                 |      | | 1584                    | Alatyr Russland                             |
| 81             | Glockenturm Iwan der Große                                                                              |      | Der Glockenturm Iwan der Große ist mit seiner Höhe von 81 Metern das höchste Gebäude des Moskauer Kremls. | 1532–1543               | Moskau Russland                             |
| 81             | Sarower Kloster                                                                                         |      | | 1789–1799               | Sarow Russland                              |
| 80             | Ioanno-Bogoslowskij Poschupowskij monastyr/ Иоанно-Богословский Пощуповский монастырь                   |      | | 1901                    | Poschupowo Russland                         |
| 80             | Blagoweschenskiy sobor/ Благовещенский собор                                                            |      | | 1888–1901               | Charkiw Ukraine                             |
| 79,9           | Astrachaner Kreml                                                                                       |      | |                         | Astrachan Russland                          |
| 79,5           | Hram Ioanna Predtetschi/ Храм Иоанна Предтечи                                                           |      | | 1891–1895               | Oblast Moskau Russland                      |
| 78,5           | Wologdaer Kreml                                                                                         |      | | 1869–1870               | Wologda Russland                            |
| 78             | Nowospasskij monastyr/ Новоспасский монастырь                                                           |      | | 1759–1795               | Moskau Russland                             |
| 77             | Verklärungskathedrale                                                                                   |      | | 2000–2001               | Odessa Ukraine                              |
| 76             | Auferstehungskathedrale                                                                                 |      | | 1816–1886               | Kaschin Russland                            |
| 76             | Sophienkathedrale                                                                                       |      | |                         | Kiew Ukraine                                |
| 75,6           | Tobolsker Kreml                                                                                         |      | Das älteste erhaltene Gebäude des Kremls und zugleich der älteste steinerne Sakralbau Sibiriens ist die Sophienkathedrale. Sie wurde 1686 erbaut und Anfang des 19. Jahrhunderts durch einen 75,5 Meter hohen Glockenturm ergänzt. | 1794–1809               | Tobolsk Russland                            |
| 75             | Roschdestwa Preswjatoj Bogorodizy sobor/ Рождества Пресвятой Богородицы собор                           |      | |                         | Rostow am Don Russland                      |
| 75             | Nikolajewskaja zerkow/ Николаевская церковь                                                             |      | | 1801–1843               | Wenjow Russland                             |
| ~75            | Zerkow sw. Schen-Mironosiz/ Церковь св. Жен-Мироносиц                                                   |      | | 1818–1820               | Kaluga Russland                             |
| 74,5           | Glockenturm der gefluteten Nikolaus-Kathedrale                                                          |      | | 1796–1800               | Kaljasin Russland                           |
| 74             | Bogojawlenskij sobor/ Богоявленский собор                                                               |      | | 1895–1897               | Kasan Russland                              |
| 73             | Sobor Michaila Arhangela/ Собор Михаила Архангела                                                       |      | | 1848–1853               | Bronnizy Russland                           |
| 72             | Nowodewitschi-Kloster                                                                                   |      | 2004 wurde das im 16. Jahrhundert gegründete und bis ins 17. Jahrhundert weiter ausgebaute Frauenkloster in die Liste des UNESCO-Weltkulturerbes aufgenommen.                                                                      | 1690                    | Moskau Russland                             |
| 72             | Mariä-Gewandniederlegungs-Kloster                                                                       |      | | 1813–1819               | Susdal Russland                             |
| 72             | Sobor swjatogo welikomutschenika Georgija Pobedonosza/ Собор святого великомученика Георгия Победоносца |      | |                         | Odinzowo Russland                           |
| 72             | Kloster Walaam                                                                                          |      | Das Kloster Walaam liegt auf der Insel Walaam im Ladogasee. |                         | Walaam Russland                             |
| 70,3           | Swjato-Troizkij Serafimo-Diwejewskij monastyr/ Свято-Троицкий Серафимо-Дивеевский монастырь             |      | |                         | Diweewo Oblast Nischni Nowgorod Russland    |
| 70             | Sobor Alexandra Newskogo/ Собор Александра Невского                                                     |      | | 1818–1823               | Ischewsk Russland                           |